# Lizières
Lizières – miejscowość i gmina we Francji, w regionie Nowa Akwitania, w departamencie Creuse.
Według danych na rok 1990 gminę zamieszkiwały 303 osoby, a gęstość zaludnienia wynosiła 21 osób/km² (wśród 747 gmin Limousin Lizières plasuje się na 353. miejscu pod względem liczby ludności, natomiast pod względem powierzchni na miejscu 459.).